# Marcos Milinkovic
Marcos Milinkovic (ur. 22 grudnia 1971 w General San Martín) – argentyński siatkarz grający na pozycji atakującego; reprezentant Argentyny. Trzykrotny uczestnik letnich igrzysk olimpijskich, złoty medalista igrzysk panamerykańskich. W 2000 roku został wybrany przez FIVB do grona 25 najlepszych siatkarzy XX wieku.

## Życie prywatne
Rodzice Marcosa Milinkovicia mają pochodzenie chorwackie. Milinkovic mówi po hiszpańsku, portugalsku, włosku, a także w narodowym języku swoich rodziców, chorwackim.
Jest mężem Jeleny, która pochodzi z Serbii. Miał z nią dwoje dzieci: syna Lukę (2004–2017) oraz córkę Duñia (ur. 2008). Luka utonął w lipcu 2017 roku podczas wakacji w Chorwacji w trakcie zabawy z kolegami.

## Kariera klubowa
Początkowo trenował koszykówkę w Club Sportivo Villa Ballester, jednak w 1987 roku zdecydował się na grę w siatkówkę. Pierwszym seniorskim klubem, w którym występował w latach 1990–1992, był Club Obras Sanitarias. Następnie trafił na dwa sezony do Tomei Livorno Pallavolo - drużyny grającej we włoskiej Serie A2. W 1995 roku przeniósł się do ligi brazylijskiej, gdzie grał kolejno w klubach: Cocamar Parana (1995–1996), Chapecó Santa Catarina (1996–1997) oraz Olympikus (1997–1999). W sezonie 1997/1998 wraz z klubem Olympikus zdobył wicemistrzostwo Brazylii.
Po latach spędzonych w Brazylii powrócił do ligi włoskiej W sezonie 1999/2000 bronił barw Sisley Treviso, z którym zwyciężył w Pucharze Europy Mistrzów Klubowych oraz zdobył Puchar Włoch. W latach 2000–2003 był zawodnikiem klubu Asystel Milano. W sezonie 2000/2001 doszedł do finału fazy play-off ligi włoskiej. W sezonie 2003/2004 ponownie grał w lidze brazylijskiej - w zespole Unisul - zdobywając mistrzostwo Brazylii.
W latach 2004–2006 występował w Olympiakosie Pirues, z którym w sezonie 2004/2005 zdobył Puchar Top Teams oraz wicemistrzostwo Grecji. W przerwie letniej zagrał w portorykańskim klubie Plataneros de Corozal, z którym zdobył wicemistrzostwo. W sezonie 2006/2007 bronił barw brazylijskiego klubu Cimed, z którym zdobył wicemistrzostwo Brazylii.
W 2007 roku przeniósł się do Turcji, gdzie grał w İstanbul BBSK. Po sezonie w Turcji powrócił do Argentyny, gdzie występował w La Unión de Formosa (2008–2010) oraz Buenos Aires Unidos (2010–2013). Po sezonie 2012/2013 zakończył karierę zawodniczą.

## Kariera reprezentacyjna
W latach 1989–1991 grał w reprezentacji Argentyny juniorów. Wraz z juniorską reprezentacją wystartował w Mistrzostwach U-21 Ameryki Południowej w 1990 roku, gdzie zdobył srebrny medal, oraz w Mistrzostwach Świata Juniorów w 1991 roku.
W 1991 roku został powołany do kadry Argentyny na igrzyska panamerykańskie, na których zdobył brązowy medal, oraz na Mistrzostwa Ameryki Południowej, w których reprezentacja Argentyny skończyła na drugim miejscu. W 1995 roku zdobył złoty medal igrzysk panamerykańskich. Uczestniczył trzykrotnie w igrzyskach olimpijskich: w 1996, 2000 i 2004 roku.
Grał również w czterech mistrzostwach świata: w 1994, 1998, 2002 i 2006 roku. Został wybrany MVP Mistrzostw Świata 2002.
W latach 1996–2002 oraz 2006–2007 był w składzie Argentyny na Ligę Światową.

## Kariera trenerska
W 2013 roku był drugim trenerem reprezentacji Argentyny. Od grudnia 2013 roku jest trenerem argentyńskiego klubu UNTreF Vóley.

## Osiągnięcia

### reprezentacyjne
- Igrzyska panamerykańskie
  -  1. miejsce: 1995
  -  3. miejsce: 1991
- Mistrzostwa Ameryki Południowej juniorów
  -  2. miejsce: 1990

### klubowe
- Puchar Europy Mistrzów Klubowych
  -  1. miejsce: 2000
- Puchar Top Teams
  -  1. miejsce: 2005
- Puchar CEV (1980–2007)
  -  3. miejsce: 2002
- Mistrzostwa Argentyny
  -  2. miejsce: 2009, 2013
- Mistrzostwa Brazylii
  -  1. miejsce: 2004
  -  2. miejsce: 1998
  -  3. miejsce: 1999
- Mistrzostwa Grecji
  -  2. miejsce: 2005
  -  3. miejsce: 2006
- Mistrzostwa Portoryka
  -  2. miejsce: 2005
- Puchar Włoch
  -  1. miejsce: 2000

## Nagrody indywidualne
- 1995 – Puchar Świata – Najlepszy punktujący
- 2000 – Igrzyska Olimpijskie – Najlepszy punktujący
- 2002 – Mistrzostwa Świata – MVP
- 2002 – Mistrzostwa Świata – Najlepszy punktujący
- 2005 – Puchar Top Teams – MVP